# Fredrik Gyllenram (1684–1737)
Fredrik Gyllenram, tidigare Ram, född 12 mars 1684 i Danzig, död 29 augusti 1737 i Mogata församling, Östergötlands län, var en svensk militär.

## Biografi
Gyllenram föddes 1684 i Danzig. Han var son till borgaren Ram i Danzig. Gyllenram blev underofficer i Nederländerna 1701 och dragon vid Taubes dragonregemente 1704. Han blev vid sistnämnda regemente korpral 1706, furir 1708 och fältväbel 1709. Gyllenram blev 18 november 1710 löjtnant vid Östgöta kavalleriregemente, 16 februari 1712 sekundärryttmästare och 10 november 1716 premiärryttmästaren. Den 12 mars 1717 adlades han tillsammans med sin bror Natanael Gyllenram till Gyllenram och introducerades 1719 som nummer 1528. Gyllenram blev vidare major vid Östgöta kavalleriregemente 21 augusti 1721 och tog avsked från regementet 22 november samma år. Han avled 1737 på Borum i Mogata församling och begravdes i Östra Husby kyrka.
Under slaget i Poltava blev han tillfångatagen, men lyckades rymma året därefter.

### Familj
Gyllenram gifte sig 24 november 1717 med Eva Elisabet Schibe (1700–1784). Hon var dotter till kronofogden Henrik Wendelsson Scheibe och Birgitta Nilsdotter Cedermarck. De fick tillsammans barnen general Daniel Fredrik Gyllenram (1718–1752), löjtnant Henrik Gyllenram (1720–1777), Natanael Gyllenram (1721–1730), löjtnant Carl Johan Gyllenram (1723–1799), Eva Juliana Gyllenram (1724–1729), översten Gustaf Ferdinand Gyllenram (1727–1753), Brita Maria Gyllenram (1729–1730), Ulrika Eleonora Gyllenram (1734–1754) som var gift med majoren Arvid Fredrik Brummer, kapten Adolf Gyllenram (1735–1817) och korpral Natanael Gyllenram (1736–1758).